# Georg Adlersparre

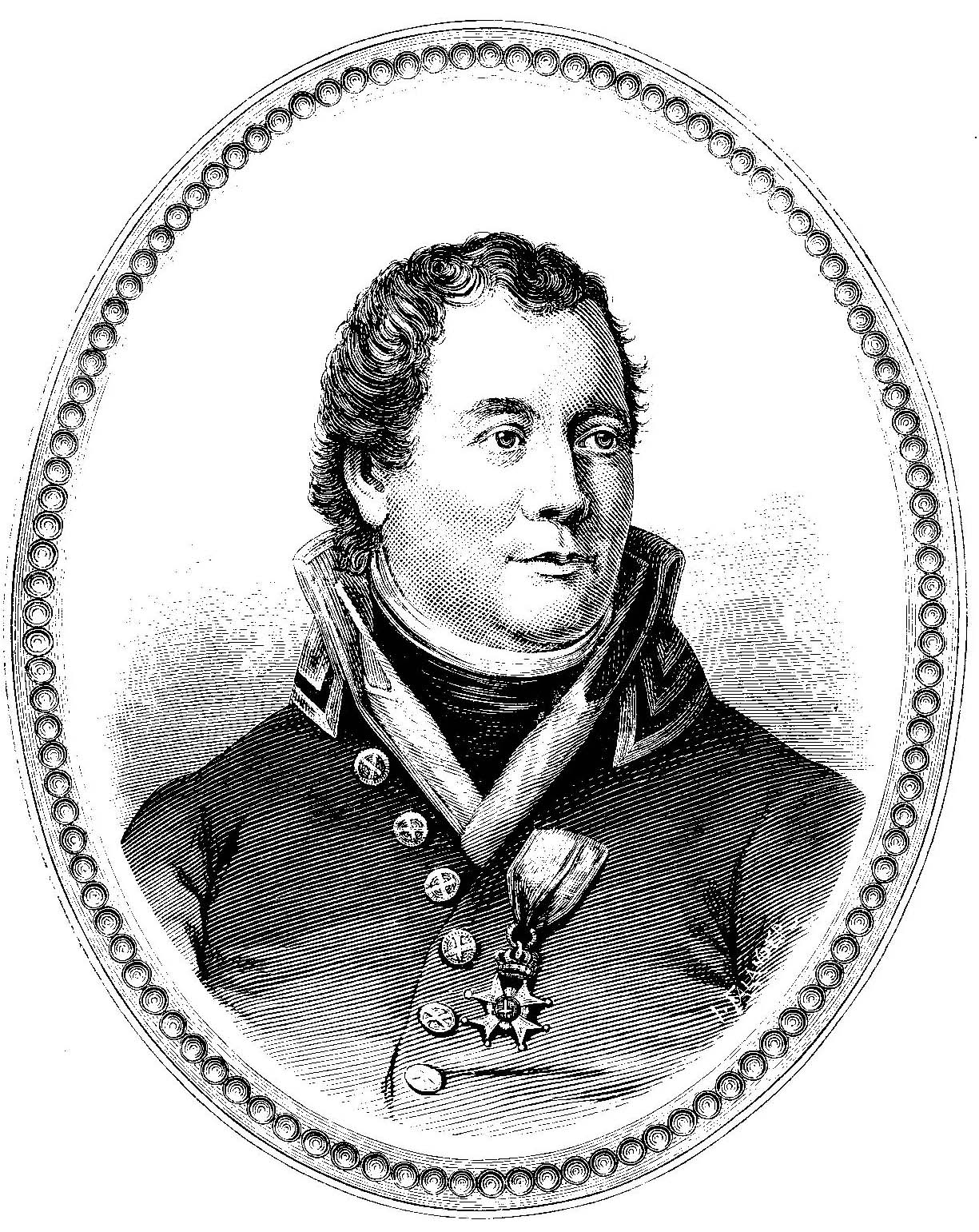
Georg Adlersparre

Georg Adlersparre (* 28. März 1760; † 23. September 1835 auf dem Landgut Gustafsvik in Värmland) war ein schwedischer General, Politiker und Schriftsteller.

## Leben
Georg Adlersparre wurde in der Provinz Jämtland in Schweden geboren. 1775 trat er in das Militär ein. Nach dem Tod von Gustav III. nahm er 1793 als Rittmeister seinen Abschied. Nach seiner Entlassung lebte er bis 1808 in tiefster Zurückgezogenheit, anfangs (1797–1800) noch mit der Herausgabe der Zeitschrift: Läsning i blandade Ämnen, beschäftigt, worin Gedichte und Aufsätze über Staatswissenschaften und andere Zweige der Literatur Aufnahme fanden. Auch war er 1800 Mitglied des Reichstags, in welchem er entschieden liberale Grundsätze vertrat.
1808 erhielt er auf Empfehlung des Herzogs von Södermanland das Kommando über einen Teil der Westarmee an der norwegischen Grenze, führte dasselbe mit Auszeichnung und beteiligte sich dann an den Anschlägen zur Entthronung des Königs. Um die Ausführung des Anschlags zu unterstützen, rückte Adlersparre mit seinen Truppen in die Nähe der Hauptstadt und zog am 22. März in diese ein, nachdem inzwischen die Absetzung von Gustav IV. schon erfolgt war.
Er bewirkte nun hauptsächlich die Ausschließung des Sohns Gustavs vom Thron und die Erhebung von Karl XIII. zum König. Von diesem mit Gunstbezeigungen überhäuft, trat Adlersparre in den Staatsrat ein, wurde in den Freiherrenstand und 1817 in den Grafenstand erhoben und kurz hintereinander zum Obersten und Generaladjutanten des Königs ernannt. Indes trat er bereits 1810, nachdem sein Plan, durch die Wahl Christian Augusts von Holstein zum Kronprinzen die Vereinigung Norwegens mit Schweden zu erreichen, durch dessen Tod gescheitert war, aus dem Staatsrat aus. Er wurde daraufhin Landeshauptmann der Provinz Skaraborg und verwaltete diese in ausgezeichneter Weise und empfing fortdauernd Beweise der königlichen Gunst.
Später zog er sich auf ein Landgut zurück und beschäftigte sich fortan mit der Herausgabe von Schriftstücken zu der älteren, neueren und neuesten Geschichte Schwedens (Stockholm 1830–33, 9 Bände), die ihn 1831 in eine Untersuchung wegen Pressevergehen verwickelten und ihm eine Geldstrafe einbrachten.
Einer seiner Söhne, Karl August, Graf Adlersparre (* 1810, † 1862 als Kammerherr) machte sich als Dichter, mehr noch durch die historischen Arbeiten:
- 1809 Ars Revolution. Stockholm 1849, 2 Bände,
- 1809 och 1810, Tidstaflor. Stockholm 1849, 3 Bände,
- Anteckningar om bortgångne samtida. Stockholm 1860–62, 3 Bände

bekannt.